# Hans von Marées

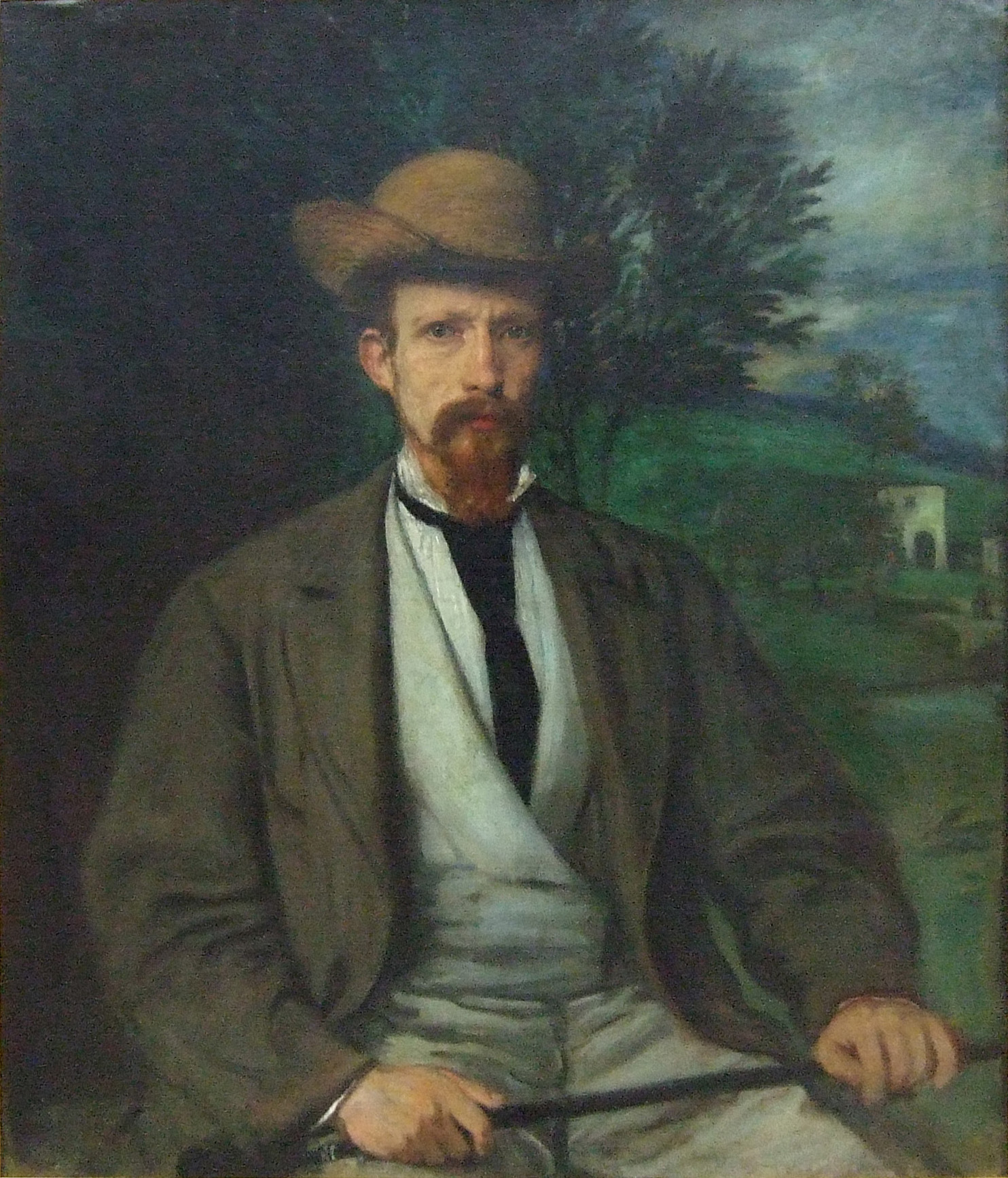
Hans von Marées, självporträtt.

Hans von Marées, född den 24 december 1837 i Elberfeld, död den 5 juni 1887 i Rom, var en tysk målare. 

## Biografi
von Marées studerade för Steffeck i Berlin från 1853, vistades från 1856 i München samt begav sig 1864 till Italien. År 1869 reste han till Spanien och Frankrike, vistades 1870-1873 i Berlin och Dresden och därefter mestadels i Neapel och Rom.
Till en början målade von Marées porträtt och många tavlor med kavallerister och hästar (Rastande kyrassiärer, Berlins nationalgalleri, 1861, Hästar, som förs till badet, Schackgalleriet i München, 1864). I Italien utförde han vid denna tid goda kopior efter Tizian, Rafael, Velasquez (Schackgalleriet). 
I Rom tog hans strävan en helt ny riktning. Han övergav att försöka realistiskt återge det ögat såg och eftersträvade främst en dekorativ och monumental stil såväl i komposition som färghållning. Han målade motiv ur kristliga legender (den helige Martin, den helige Georg, Hubertus) och ur antika myter (Helenas rov, Paris dom, Hesperiderna), men hans motivkrets rörde sig huvudsakligen omkring nakna figurer i enkelt och stort sedda landskap. 
"Hans gestalter betyder ingenting, vill ingenting, har i regel ingen sysselsättning, de är endast levande väsen i rummet", har det sagts. von Marées närmade sig i detta avseende Puvis de Chavannes, men han hade ej dennes stora, klassiska lugn, hans jämvikt och säkerhet, han stannade vid ett skisserat framställningssätt och försämrade dessutom ofta nog sina målningar under ett ideligt överarbetande. 
För dekorativ stil ägde han större förståelse än någon annan av de samtida tyska målarna, hans färg var frisk och klangfull, behandlingssättet brett och ibland storslaget. Bland hans målningar må ytterligare nämnas Tre män i ett landskap, Ynglingar i en apelsinlund, Dansande män, Män vid havet, Ridskola. 
Det huvudsakliga var för honom kompositionens huvuddrag, det arkitektoniska i målningen. Hans rätta fält borde följaktligen ha varit det monumentala måleriet, men han fick endast utföra ett större arbete på detta område, en serie fresker i zoologiska stationen i Neapel (1873, Fiskarbåtens utfärd med flera; skisser till freskerna finns i museet i Elberfeld). 
Av sina landsmän rönte han alls ingen uppmuntran; smaken i Tyskland behärskades på hans tid av Piloty och Makart, och då von Marées sällan utställde, förblev han oförstådd och obeaktad. Men på en liten krets av konstnärer övade hans fängslande personlighet och hans bergfasta tro på sin uppgift stort inflytande, och efter hans död blev detta inflytande både omfattande och av stor betydelse. 
På hans uppslag och idéer byggde många av Tysklands yngre målare. Till hans senare skede hör även märkliga porträtt (konstnären själv och Lenbach på samma duk, Adolf Hildebrand och engelsmannen Grant - ett av hans bästa arbeten - med flera). 
Han studeras bäst i galleriet på slottet Schleisheim invid München, där många av hans arbeten, målningar och kartonger, tillhöriga bayerska staten, blivit sammanförda. I Berlins nationalgalleri är von Marées gott representerad av 13 målningar (bland dem Romersk vigna, Ryttare plockar apelsiner, Minne av Villa Borghese, aktstudier).
Han är gravsatt på Protestantiska kyrkogården i Rom.